# Rymanowiec
Rymanowiec – wieś w Polsce, położona w województwie pomorskim, w powiecie kościerskim, w gminie Liniewo. 
Do 2015 roku miejscowość była częścią wsi Chrósty Wysińskie.
W latach 1975–1998 miejscowość administracyjnie należała do województwa gdańskiego.
Inne miejscowości z prefiksem Ryman: Rymanów, Rymanów-Zdrój, Rymań